# Árok (film)
Az Árok (eredeti cím: Underwater) 2020-ban bemutatott amerikai akció-horrorfilm, melyet Brian Duffield és Adam Cozad forgatókönyvéből William Eubank rendezett. A főbb szerepekben Kristen Stewart, Vincent Cassel, Jessica Henwick, John Gallagher Jr., Mamoudou Athie és T. J. Miller látható.
Az Amerikai Egyesült Államokban 2020. január 10-én mutatta be a 20th Century Studios. Magyarországon egy nappal hamarabb, január 9-én jelent meg a Fórum Hungary forgalmazásában. Általánosságban vegyes véleményeket kapott a kritikusoktól. Bevételi szempontból alul teljesített; világszerte 40 millió dolláros bevételt gyűjtött az 50-65 milliós gyártási költségvetésével szemben.

## Szereplők
| Szereplő        | Színész            | Magyar hang   |
| --------------- | ------------------ | ------------- |
| Norah Price     | Kristen Stewart    | Csuha Borbála |
| Lucien kapitány | Vincent Cassel     | László Zsolt  |
| Paul Abel       | T. J. Miller       | Simon Kornél  |
| Emily Havesham  | Jessica Henwick    | Sodró Eliza   |
| Liam Smith      | John Gallagher Jr. | Welker Gábor  |
| Rodrigo Nagenda | Mamoudou Athie     | Ember Márk    |
| Lee Miller      | Gunner Wright      | Lovas Dániel  |

## A film készítése
2017. február 22-én jelentették be, hogy Kristen Stewart lesz az Árok című film főszereplője, amelyet William Eubank rendez Brian Duffield és Adam Cozad forgatókönyvéből. Bejelentették azt is, hogy a forgatást már a következő hónapban elkezdik. 2017. március 7-én T. J. Miller és Jessica Henwick csatlakoztak a stábhoz. Megerősítették azt is, hogy a forgatást ugyanebben a hónapban megkezdik New Orleansben.
2017. április 5-én Vincent Cassel és Mamoudou Athie csatlakoztak a szereplőgárdához, csakúgy mint egy nappal később John Gallagher Jr.. 2017. májusában, a film forgatásának befejezését követően kiderült, hogy Gunner Wright is szerepet kapott a filmben.